# 曼達赫

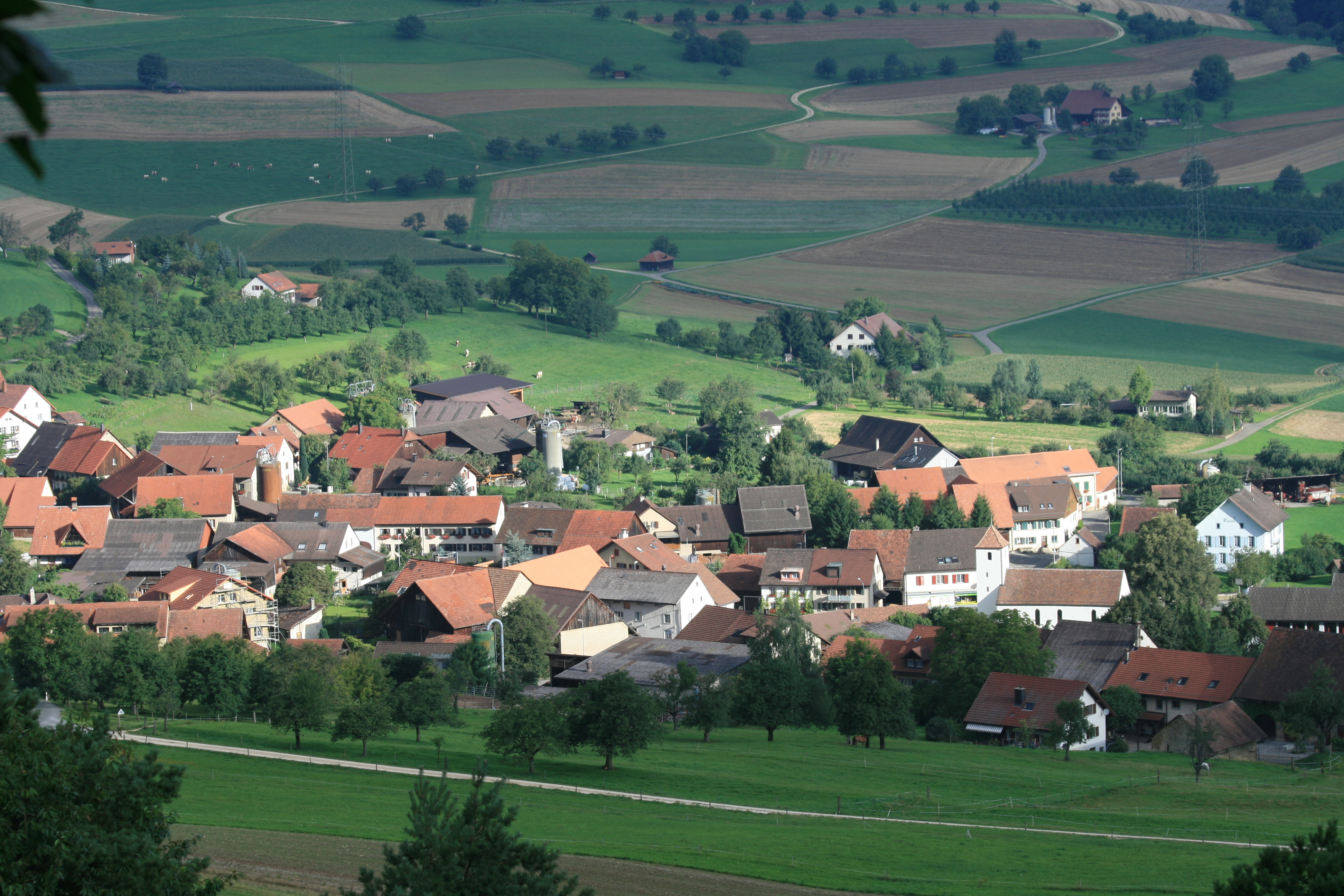

曼達赫是瑞士的城鎮，位於該國北部，由阿爾高州負責管轄，面積5.55平方公里，海拔高度489米，2012年人口320，八成人口信奉基督教，人口密度每平方公里58人。